# Lepisia cederbergensis
Lepisia cederbergensis är en skalbaggsart som beskrevs av Dombrow 1999. Lepisia cederbergensis ingår i släktet Lepisia och familjen Melolonthidae. Inga underarter finns listade i Catalogue of Life.